# 帷子川

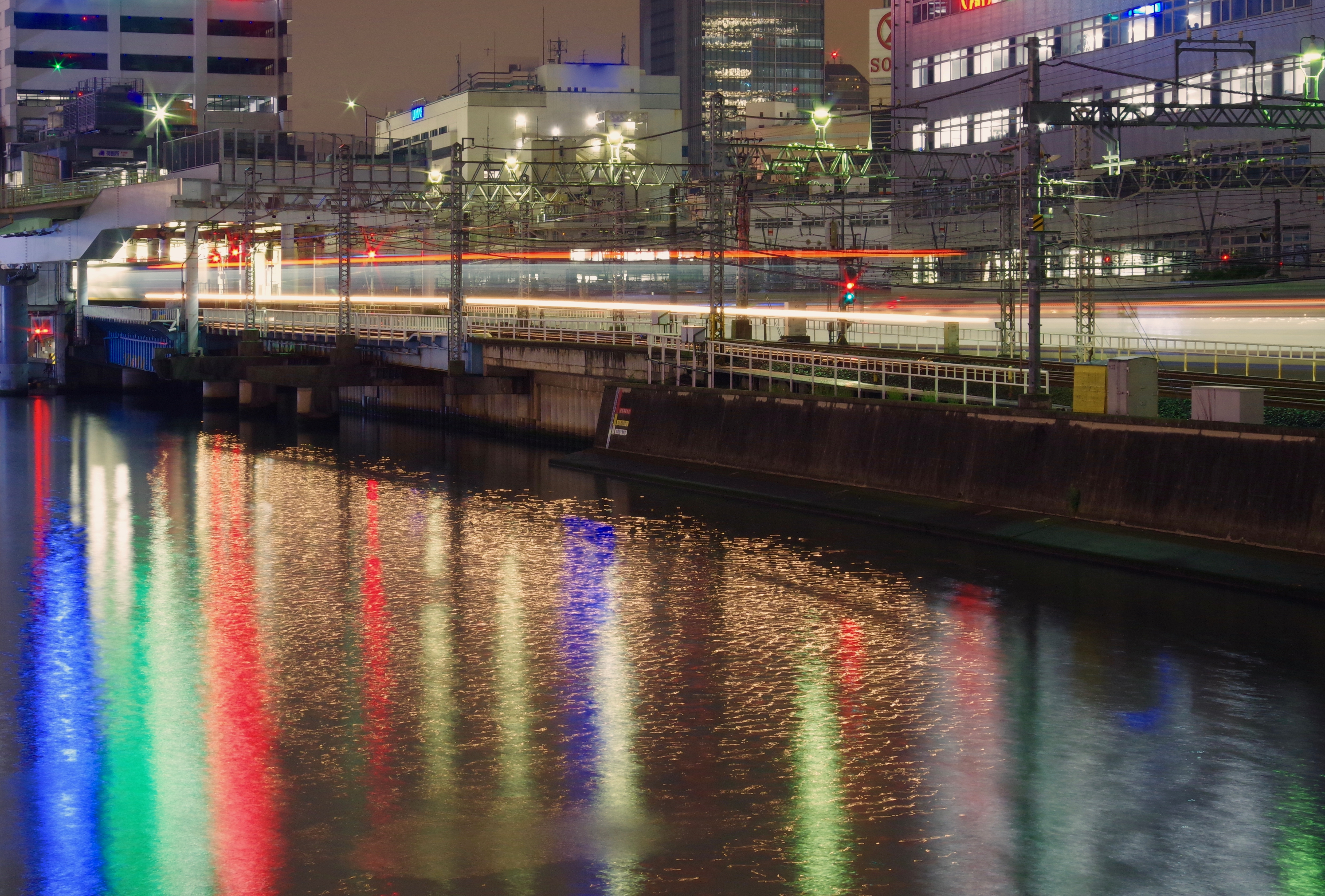

帷子川（日语：帷子川、かたびらがわ）是位於日本神奈川縣橫濱市的一條二級河川。帷子川幹流的全域位於橫濱市市內，發源於旭區，在西區注入橫濱港。

## 外部連結
- 西区の橋 （页面存档备份，存于）（横浜市西区公式サイト）
- 维基共享资源上的相關多媒體資源：帷子川